# Mafia Mamma
Pour plus de détails, voir Fiche technique et Distribution.
Mafia Mamma, également connu au Québec sous le titre La Marraine, est un film américain réalisé par Catherine Hardwicke et adapté au cinéma par Michael J. Feldman et Debbie Jhoon, d'après une histoire d'Amanda Sthers. Le film est sorti le 14 avril 2023 aux États-Unis et le 23 aout 2023 en France en VOD.

## Synopsis
Kristin (Toni Colette) voyage jusqu'en Italie pour enterrer son grand-père. C'est alors que des mafieux attaquent la cérémonie et qu'elle se rend compte qu'il était en fait un chef de la mafia italienne.

## Distribution
- Toni Collette (VF : Françoise Cadol) : Kristin[2]
- Monica Bellucci (VF : elle-même) : Bianca[2]
- Sophia Nomvete : Jenny[3]
- Eduardo Scarpetta : Fabrizio[4]
- Alfonso Perugini : Dante[5]
- Francesco Mastroianni : Aldo[5]
- Giulio Corso : Rudy alias "Lorenzo"[3]
- Dora Romano : Maria alias "Tante Esmeralda"[4]
- Giuseppe Zeno : Carlo Romano[4]
- Vincenzo Pirrotta : "Mammone" Romano[4]
- Tommy Rodger : Domenick[6]
- Alessandro Cremona : Bruno[4]
- Alessandro Bressanello : Don Giuseppe Balbano[6]
- Tim Daish as Paul[6]

## Production
Le film est entré en pré-production en octobre 2021 avec l'annonce de Catherine Hardwicke à la réalisation accompagnée de Michael J. Feldman et Debbie Jhoon pour l'adaptation de l'histoire écrite par Amanda Sthers. Toni Collette, Monica Bellucci et Rob Huebel ont été annoncés au casting du film dans des rôles principaux.